# Londorf
Londorf is een plaats in de Duitse gemeente Rabenau (Hessen), deelstaat Hessen, en telt 1988 inwoners (2007).